# Nu (kana)

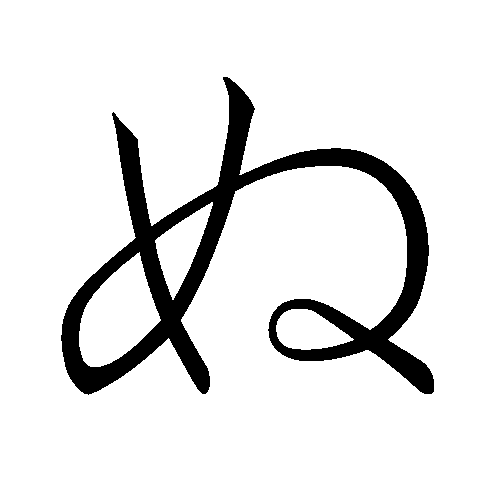
Nu w hiraganie

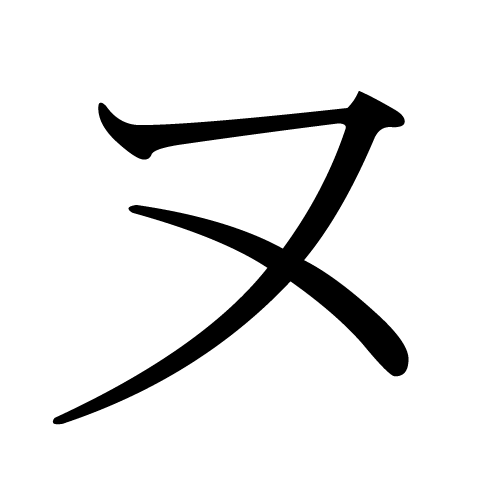
Nu w katakanie

Nu – dwudziesty trzeci znak japońskich sylabariuszy hiragana (ぬ) i katakana (ヌ). Reprezentuje on sylabę nu. Pochodzi bezpośrednio od znaku kanji 奴 (obydwie wersje). 
Znak ten jest podobny w wymowie do znaku n, co powoduje, że w zapisie języka Ajnów znaki te stosuje się zamiennie.